# Ercole su’l Termodonte
Ercole su'l Termodonte (w języku polskim: Herakles nad Termodontem) – opera w trzech aktach z muzyką autorstwa Antonia Vivaldiego, do której libretto w języku włoskim ułożył Antonio Salvi, określana jako dramma per musica. Pierwszy raz została wystawiona 27 stycznia 1723 w Teatro Tordinona w Rzymie. Premierą tą dyrygował osobiście Antonio Vivaldi. Kompozytor wystąpił również jako skrzypek solista. Tematyka dzieła bazuje na mitach greckich, nawiązuje do jednej z dwunastu prac Heraklesa, zdobycia pasa królowej Amazonek.

## Rola, typ głosu, pierwsza obsada
| Role                               | Typ głosu   | Obsada prapremiery, 1723 (Dyrygent: Antonio Vivaldi ) |
| ---------------------------------- | ----------- | ----------------------------------------------------- |
| Herakles, grecki heros             | tenor       | Giovanni Battista Pinacci                             |
| Antiopa, królowa Amazonek          | mezzosopran | Giovanni Ossi                                         |
| Martesja, córka królowej           | sopran      | Girolamo Bartoluzzi                                   |
| Hipolita, siostra Antiopy          | sopran      | Giacinto Fontana, "Farfallino"                        |
| Orizia, siostra Antiopy i Hipolity | sopran      | Giovanni "Tedeschino" Dreyer                          |
| Tezeusz, władca Aten               | kontralt    | Giovanni Battista Minelli                             |
| Alcest, władca Sparty              | sopran      | Giovanni Carestini                                    |
| Telamon, władca Itaki              | kontralt    | Giuseppe Domenico Galletti                            |

UWAGA: wszystkie role oprócz Heraklesa Vivaldi napisał dla kastratów.

## Treść

### Akt I
Królowa Antiopa zarządziła polowanie, na które wybrały się jej Amazonki. Chce ona jednak przy sobie zatrzymać córkę, Martesję. Przestrzega też dziewczynę przed strasznym monstrum, jakim, według Antiopy, jest mężczyzna, tym bardziej, że wydając się nawet miłym i podobnym do kobiet stworzeniem, w swym sercu ma nie mieć praktycznie żadnych wyższych uczuć, lecz tylko wszelkie podłości i knuć przeciwko kobietom wszystko co najgorsze. W Martesji wbrew intencjom królowej wzbudza to tym większą ciekawość.
Tymczasem do królestwa Amazonek zbliżają się statki Heraklesa. Bohater oprócz odebrania miecza i pasa królowej, chce także zakończyć istnienie tego sprzecznego, jak sam twierdzi, z naturą państwa. Ateński władca Tezeusz prosi go jednak, aby nie czynił niepotrzebnej krzywdy Amazonkom i zachował je przy życiu. To również Tezeusz ratuje przed atakiem niedźwiedzia księżniczkę Hipolitę, gdy po dotarciu do brzegu Achajowie przedzierają się przez las, gdzie na łowach przebywają Amazonki. Między młodym Grekiem i śliczną kobietą rodzi się też romantyczne uczucie.
Także Martesja spotyka mężczyzn i zostaje grecką branką. Władcy Sparty i Itaki spierają się o dziewczynę, ta jednak zaczyna mieć obawy, czy aby matka nie przestrzegała jej słusznie. Kiedy Alcest i Telamon gotowi są nawet, by się pojedynkować, zapobiega temu Herakles. Każda ewentualna branka ma należeć do niego. Nawet sama Martesja woli jednak obu chłopców, którzy w gruncie rzeczy zdążyli już zdobyć odrobinę jej względów. 
Antiopa jednak przysięgła krwawą zemstę za porwanie córki i już Amazonki spaliły okręty Greków. Herakles decyduje więc, że najlepszym sprawdzianem dla Telamona i Alcesta będzie zbliżająca się wielka bitwa, a Martesja przypadnie dzielniejszemu z nich.

### Akt II
Odwaga Amazonek została nagrodzona i pojmały wielu Achajów. Jest wśród nich także Tezeusz. Antiopa chce złożyć jeńców jako ofiary Artemidzie. Wywołuje to silny opór Hipolity. Radzi ona, aby raczej wymienić pojmanych na Martesję, ale nawet jeśli inni Grecy mieliby zostać uwolnieni, królowa chce Tezeusza ofiarować bogini osobiście. Hipolita staje otwarcie przeciwko siostrze, jednak ślepo zakochany Tezeusz chce zostać przy Hipolicie i Amazonkach, nie ma zamiaru więc uciekać i się ratować. 
W greckim obozie swoich szans u młodej królewny Amazonek próbuje Alcest i Martesja wydaje się być mu przychylna. Także władca Itaki po odejściu rywala chce zdobyć względy dziewczyny, ta jednak odpowiada Telamonowi, że jeśli ma to być jej decyzja, to bliższy jej sercu jest Spartanin.
Antiopa nadal ma zamiar złożenia ofiary i znowu ratuje go Hipolita przybywająca do świątyni wraz z innymi kobietami przekonując królową, że ta śmierć zapewne wywołałaby także radykalną reakcję Heraklesa w stosunku do Martesji. Grek tym razem wraca już do swoich.

### Akt III
Szykujący się do ostatecznego starcia Herakles wysłuchuje próśb uwolnionego kompana, aby oszczędzić choćby tylko samą Hipolitę. Zasługi zakochanej w Tezeuszu Amazonki wzruszają syna Zeusa i Alkmeny do tego stopnia, iż obiecuje on herosowi z Aten, że również wszystkie Amazonki mogą czuć się bezpieczne i nawet królewska siostra jego wybranki uniknie wszelkich innych konsekwencji, jeśli tylko dobrowolnie odda mu miecz i pas.
Królowa Amazonek chcąc uprzedzić nadciągającą i nieuchronną klęskę, nie mając zamiaru żywa wpaść w ręce Achajów, planuje samobójstwo. Nawet odesłanej przez Heraklesa Martesji nie udaje się odwieść matki od tych myśli. Siostra władczyni tymczasem przekazuje królewskie miecz i pas wielkiemu herosowi. Bohater jednak uznaje je za własność Artemidy i nie chcąc narazić się bogini, odmawia ich przyjęcia. Mocnym argumentem, jakiego używa Hipolita jest jednak to, że wolą Artemidy musiało być pokonanie przez Heraklesa jej siostry, bo przecież to bogini do tego dopuściła. Objawia się także sama Artemida, która nie tylko potwierdza słowa Hipolity, ale karci królową za jej zło. Ani nie byłaby jej miłą śmierć Tezeusza i Greków, ani samobójstwo królowej. Przedmioty, po które przypłynął Herakles, zostają przekazane ich zdobywcy, a Hipolita z Tezeuszem i Martesja z Alcestem z woli bogini zostają małżonkami.